# У-1
У-1 (учебный, первый) — советский биплан, разработанный Н. Н. Поликарповым, предшественник самолёта У-2. Первый полёт в 1921 году. У-1 оснащался двигателем М-2 в 120 л. с.
Применялся в 1921—1932 годах в ВВС РККА для обучения пилотов, позднее был заменён самолётом У-2. Последние У-1 просуществовали почти до 1935 года.

## История

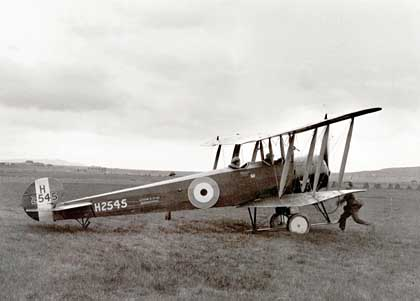
Avro 504K — первый самолёт, побывавший в Исландии (Королевские ВВС Великобритании, рег. номер H2545), 1919?

Конструкция У-1 и МУ-1

Осенью 1919 года механик Ильюшин получил приказ: выехать в район Петрозаводска, где, по донесению наземных войск, приземлился подбитый белогвардейский самолёт английского производства «Avro 504K». Ильюшин и пять красноармейцев добрались до места вынужденной посадки самолёта, разобрали его, вытащили через непролазную грязь и увезли в Москву. Позднее на основе этого самолёта был разработан отечественный учебный биплан У-1. 
У-1 представлял собой копию Авро 504К с ротативным мотором — отечественным М-2 — мощностью 120 л. с. Для обучения морских лётчиков выпускался поплавковый вариант этого самолёта, называвшийся МУ-1.
- В 1931 году на У-1 были проведены первые в мире удачные опыты с пороховыми реактивными ускорителями взлёта. Выполнено около ста взлётов[2]
- Характерным отличием от У-2 стало наличие лыжного шасси, закреплённого перпендикулярно колёсному, вдоль фюзеляжа.

## Тактико-технические характеристики
Приведены данные модификации У-1 (Авро 504К).
Источник данных: Шавров В. Б., 1985 г.

Технические характеристики
- Экипаж: 2 человека
- Длина: 8,78 м
- Размах крыла: 10,85 м
- Высота:
- Площадь крыла: 30 м²
- Масса пустого: 600 кг
- Масса снаряжённого: 787 кг
- Нормальная взлётная масса: 840 кг
- Масса топлива во внутренних баках: 53 кг
- Силовая установка: 1 × воздушный М-2
- Мощность двигателей: 1 × 120 л. с.

Лётные характеристики
- Максимальная скорость: 137 км/ч (у земли)
- Скорость сваливания: 63 км/ч
- Практическая дальность: 195 км
- Продолжительность полёта: 1,5 часа
- Практический потолок: 4&500 м
- Скороподъёмность: 3,0 м/сек. (у земли)
- Время набора высоты:
  - 1000 м: 5,5 мин.
  - 2000 м: 11,5 мин.
  - 3000 м: 19 мин.
  - 4000 м: 29 мин.
- Нагрузка на крыло: 27,7 кг/м²
- Тяговооружённость: 6,9 кг/л. с.
- Время виража: 10 сек.
- Длина разбега: 90 м
- Длина пробега: 100 м